# Lex Titia
La lex Titia est une loi votée à la fin de 43 av. J.-C. et qui fonde le second triumvirat de Marc Antoine, Octavien et Lépide.

## Histoire
L'objectif du texte, déposé par le tribun de la plèbe Publius Titius, est de légaliser les accords passés entre Marc Antoine, Octavien et Lépide au début du mois de novembre, lors d'une rencontre entre les trois protagonistes, à la confluence de deux petites rivières, le Renus et le Lavinius, dans la région de Bologne. La loi est votée le 27 novembre 43 av. J.-C. Cependant, la période légale entre le dépôt de la proposition de loi (rogatio) et le vote du texte par le peuple (trinundinum) n'est pas respectée et les triumvirs utilisent la procédure de l'édit (edictum), mais ce texte a très vite force de loi.
Ces accords et la loi qui la officialise l'existence du second triumvirat au lendemain de la guerre civile de Modène et, avant cela, de l'assassinat de Jules César. Ce triumvirat diffère du premier triumvirat qui est clandestin, une entente illicite entre Jules César, Pompée et Crassus pour prendre en main la politique de la République, qui ne remet cependant pas en cause les institutions. La lex Titia suspend quant à elle le fonctionnement de la République romaine, théoriquement pour une durée temporaire, et fonde une véritable magistrature.

Les trois personnalités du second triumvirat (43-32)
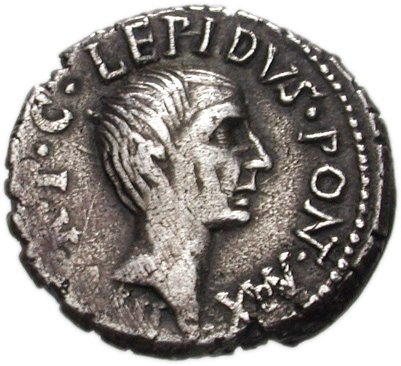
Marcus Aemilius Lepidus
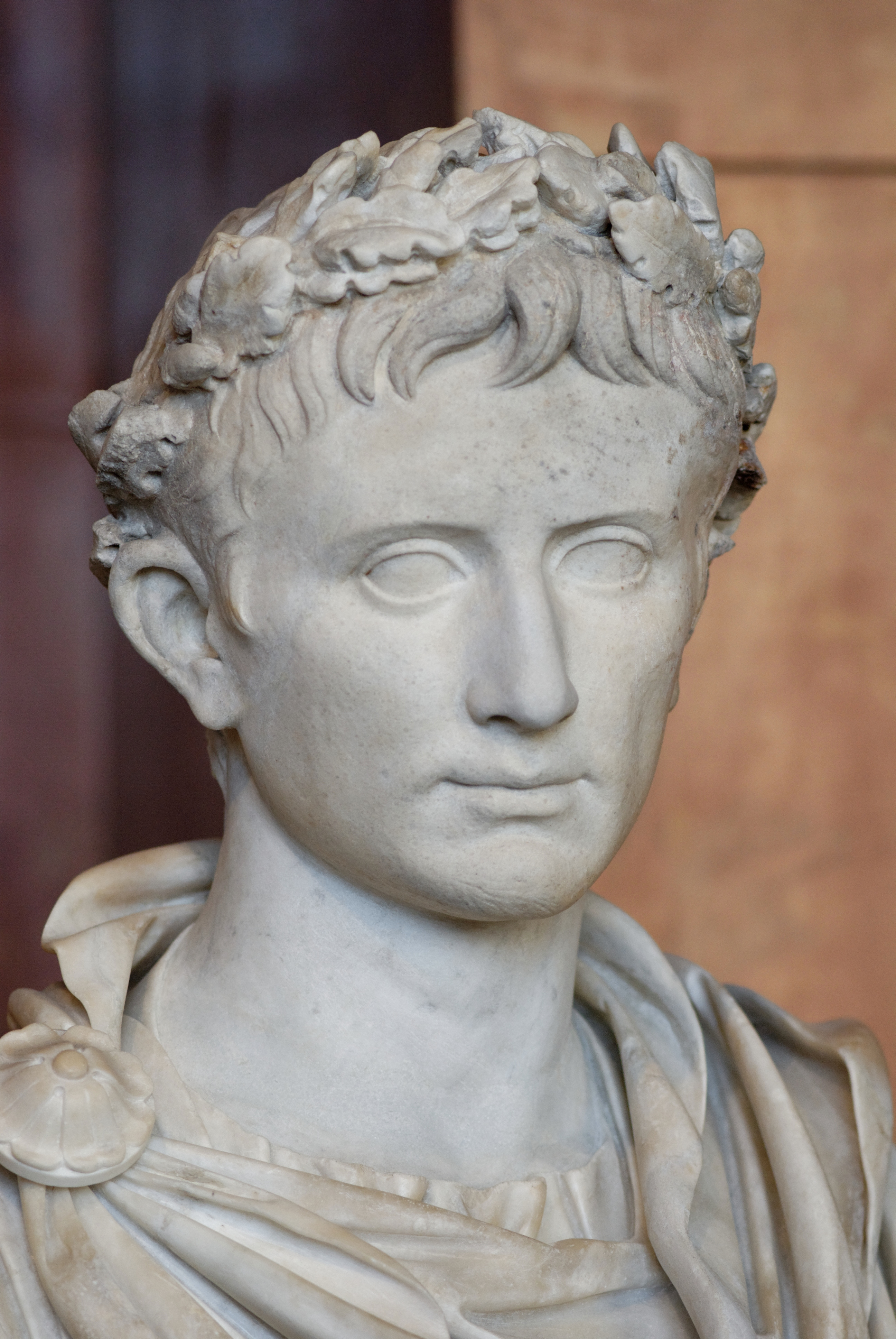
Caius Iulius Caesar (Octavianus)
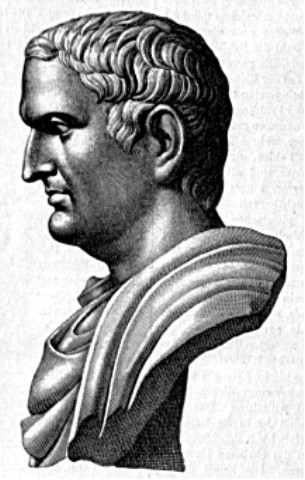
Marcus Antonius

La loi donne pour cinq ans aux « Tresviri Rei Publicae Constituendae » (les triumvirs « pour réorganiser et refonder la cité » ou « pour le rétablissement de l'État ») des pouvoirs considérables, : 
- le droit de désigner les magistrats à la place des comices, notamment de désigner les consuls pour les cinq années à venir ;
- le droit de disposer des armées (imperium consulaire) ;
- le droit de faire exécuter sans appel des citoyens romains et de disposer ensuite de leurs terres à leur gré.

L'objectif principal de ce texte est de venger Jules César et de mener la guerre contre ses meurtriers. Les triumvirs s'attaquent à l'ennemi de l'intérieur, et pour cela, ils recourent à la proscription. S'ensuit la guerre civile des Libérateurs qui se termine à Philippes en octobre 42 av. J.-C. par la victoire des triumvirs,.

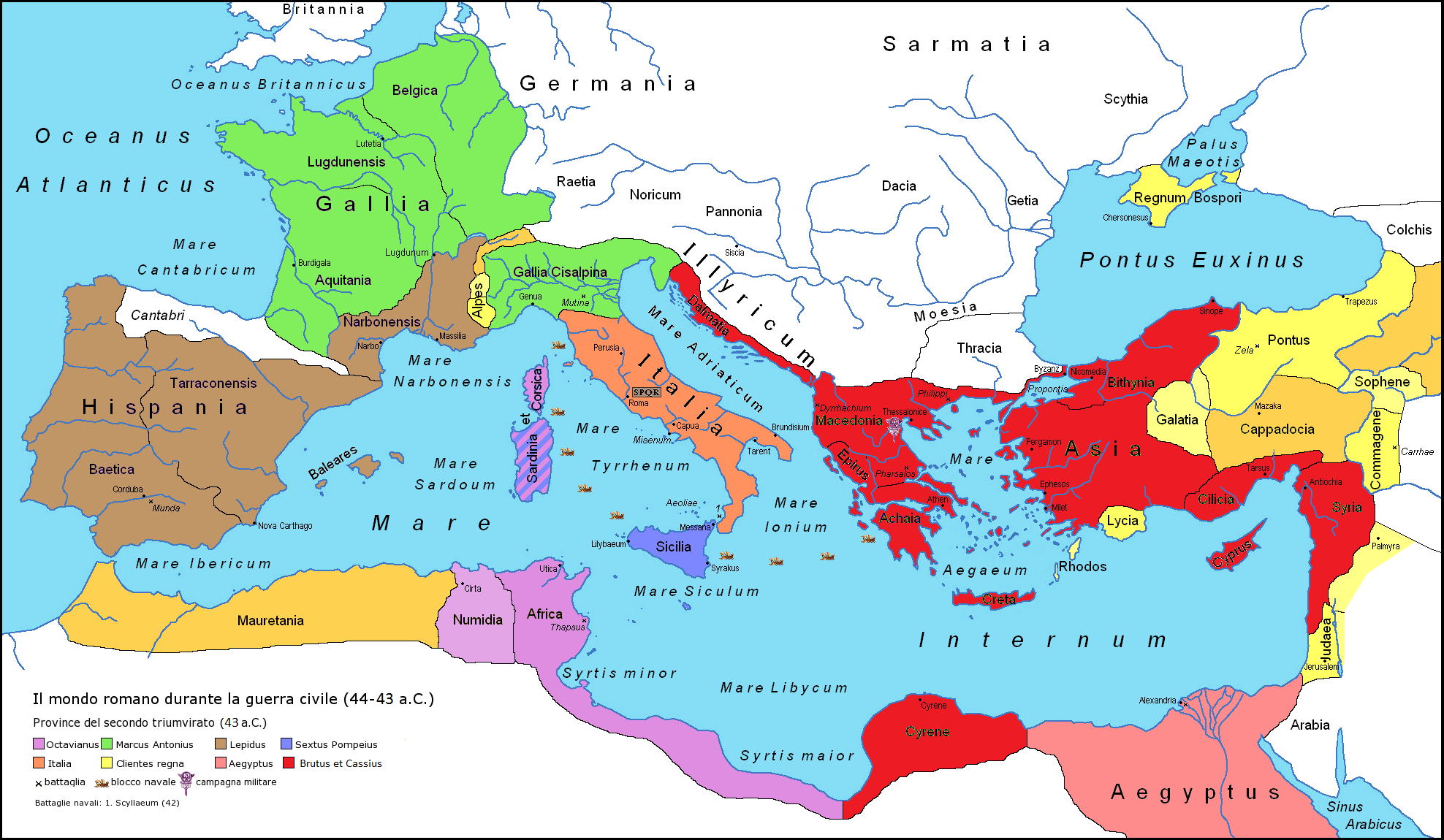
Carte de la République romaine en 43 :
Marc Antoine.
Lépide.
Octavien.
Indivise entre les triumvirs.
Sextus Pompée.
« Républicains ».
États clients de Rome.
Égypte ptolémaïque.

Le texte leur confère donc l’imperium consulaire dans les provinces qu'ils se sont partagées au début du mois : Marc Antoine garde la Gaule chevelue et peut-être la Cisalpine, qui normalement est une part de l'Italie depuis 49 av. J.-C., Lépide la Narbonnaise et les provinces hispaniques et Octavien reçoit l'Afrique, enjeu de luttes entre Césariens et Républicains, et les îles de la Sicile et de la Sardaigne, contrôlées ou menacées par Sextus Pompée. L'Italie reste indivise tandis que l'Orient est aux mains des Républicains.
Ce texte confirme aussi la décision prise à Bologne d'attribuer aux vétérans des terres en Italie, dans dix-huit villes. Cela est une des causes de la guerre civile de Pérouse en 41-40 av. J.-C.,

## Article principal
- Second triumvirat.